# Some Nice Things I've Missed
Some Nice Things I've Missed è un album del crooner statunitense Frank Sinatra,uscito nel 1974.

## Tracce
1. You Turned My World Around (Bert Kaempfert, Herbert Rehbein, Kim Carnes, Dave Ellingson) -2:50
2. Sweet Caroline (Neil Diamond) -2:44
3. The Summer Knows (Alan Bergman, Marilyn Bergman, Michel Legrand) – 2:44
4. I'm Gonna Make It All the Way (Floyd Huddleston) – 2:54
5. Tie a Yellow Ribbon 'Round the Ole Oak Tree (Russell Brown, Irwin Levine) – 3:07
6. Satisfy Me One More Time (Huddleston) – 2:22
7. If (David Gates) – 3:10
8. You Are the Sunshine of My Life (Stevie Wonder) – 2:37
9. What Are You Doing the Rest of Your Life? (A. Bergman, M. Bergman, Legrand) – 4:05
10. Bad, Bad Leroy Brown (Jim Croce) – 2:49

## Musicisti
- Voce: Frank Sinatra
- Arrangiatore e Conduttore: Don Costa